# Lodewijk Günther II van Schwarzburg-Rudolstadt
Lodewijk Günther II (Rudolstadt, 22 oktober 1708 – aldaar, 29 augustus 1790) was vorst van Schwarzburg-Rudolstadt van 1767 tot 1790. Hij was een zoon van vorst Lodewijk Frederik I en Anna Sophia van Saksen-Gotha.
Lodewijk Günther huwde op 22 oktober 1733 te Greiz met Sofia van Reuss-Greiz (Greiz, 19 september 1711 – Rudolstadt, 22 januari 1771). Zij kregen samen vier kinderen:
- Frederika Sofia (° en † Rudolstadt, 20 augustus 1734)
- Christina Frederika (Rudolstadt, 5 juli 1735 – aldaar, 17 april 1738)
- Frederik Karel (1736 – 1793), vorst van Schwarzburg-Rudolstadt 1790
- Christiaan Ernst (Rudolstadt, 12 april 1739 – aldaar, 4 juli 1739)